# Кур'їнський район
Ку́р'їнський район (рос. Курьинский район) — район у складі Алтайського краю Російської Федерації.
Адміністративний центр — село Кур'я.

## Історія
Район утворений 1925 року. 1 жовтня 1933 року район був ліквідований та розділений між Зміїногорським та Покровським районами. Відновлений 1935 року при розділі ліквідованого Покровського району.

## Населення
Населення — 8965 осіб (2019; 11079 в 2010, 13492 у 2002).

## Адміністративний поділ
Район адміністративно поділяється на 10 сільських поселень (сільрад):
| Поселення                      | Площа, км² | Населення, осіб (2002) | Населення, осіб (2010) | Населення, осіб (2019) | Центр          | Населені пункти |
| ------------------------------ | ---------- | ---------------------- | ---------------------- | ---------------------- | -------------- | --------------- |
| Бугришихинська сільська рада   | 249,51     | 122                    | 96                     | 71                     | Бугришиха      | 2               |
| Івановська сільська рада       | 260,30     | 1477                   | 1045                   | 800                    | Івановка       | 2               |
| Казанцевська сільська рада     | 232,15     | 846                    | 615                    | 432                    | Казанцево      | 4               |
| Коливанська сільська рада      | 484,65     | 1795                   | 1495                   | 1219                   | Коливань       | 3               |
| Краснознаменська сільська рада | 209,14     | 1381                   | 1063                   | 838                    | Краснознаменка | 3               |
| Кузнецовська сільська рада     | 164,44     | 727                    | 608                    | 482                    | Кузнецово      | 1               |
| Кур'їнська сільська рада       | 244,72     | 4292                   | 3835                   | 3239                   | Кур'я          | 1               |
| Новофірсовська сільська рада   | 179,05     | 702                    | 560                    | 428                    | Новофірсово    | 1               |
| Трусовська сільська рада       | 201,88     | 960                    | 780                    | 610                    | Трусово        | 3               |
| Усть-Таловська сільська рада   | 247,66     | 1190                   | 982                    | 846                    | Усть-Таловка   | 2               |

## Найбільші населені пункти
Нижче подано список населених пунктів з чисельністю населенням понад 1000 осіб:
| № | Населений пункт | Населення, осіб (2002) | Населення, осіб (2010) |
| - | --------------- | ---------------------- | ---------------------- |
| 1 | Кур'я           | 4292                   | 3835                   |
| 2 | Коливань        | 1456                   | 1235                   |